# Индийски бодлокож
Индийските бодлокожи (Hystrix indica) са вид средноголеми бозайници от семейство Бодливи свинчета (Hystricidae).
Разпространени са в Южна, Югозападна и Централна Азия, от Шри Ланка и Киргизстан до Йемен и Турция, като живеят в разнообразна среда – планини, гори, тропични и субтропични степи. Достигат на дължина 90 cm и маса 14,5 kg. Както останалите бодливи свинчета, те са покрити със слоеве дълги игли, които им служат за защита от неприятели. Хранят се с плодове, семена и корени на растения.